# Jacques Bouveresse
Jacques Bouveresse, född 20 augusti 1940 i Épenoy, död 9 maj 2021 i Paris, var en fransk filosof. Han var professor vid universitetet i Genève från 1979 till 1983 och professor vid Paris universitet mellan 1983 och 1995. Åren 1995–2010 var Bouveresse professor vid Collège de France.
Bouveresse publicerade verk om bland annat vetenskapsfilosofi och språkfilosofi samt om Ludwig Wittgenstein, Robert Musil och Karl Kraus.